# Сен-Антуан (Нью-Брансвік)
Сен-Антуан (англ. Saint-Antoine) — село в Канаді, у провінції Нью-Брансвік, у складі графства Кент.

## Населення
За даними перепису 2016 року, село нараховувало 1733 особи, показавши скорочення на 2,1%, порівняно з 2011-м роком. Середня густина населення становила 274,3 осіб/км².
З офіційних мов обидвома одночасно володіли 1 365 жителів, тільки англійською — 100, тільки французькою — 185.
Працездатне населення становило 60,4% усього населення, рівень безробіття — 8,6%.
Середній дохід на особу становив $35 564 (медіана $31 974), при цьому для чоловіків — $39 917, а для жінок $31 053 (медіани — $36 331 та $26 867 відповідно).
24,4% мешканців мали закінчену шкільну освіту, не мали закінченої шкільної освіти — 30,3%, 45,3% мали післяшкільну освіту, з яких 23,1% мали диплом бакалавра, або вищий.
| Статево-вікова структура населення | Статево-вікова структура населення | Статево-вікова структура населення | Статево-вікова структура населення | Статево-вікова структура населення |
| ---------------------------------- | ---------------------------------- | ---------------------------------- | ---------------------------------- | ---------------------------------- |
|                                    |                                    |                                    |                                    |                                    |
| Всього                             | Всього                             | 48,1%51,9%                         |                                    |                                    |
| 0 — 14 років                       | 0 — 14 років                       |                                    | 14,7%                              | 14,7%                              |
| 15 — 64 років                      | 15 — 64 років                      |                                    | 62,1%                              | 62,1%                              |
| 65 і більше                        | 65 і більше                        |                                    | 23,1%                              | 23,1%                              |
| 85 і більше                        | 85 і більше                        |                                    | 5,5%                               | 5,5%                               |
| Середній вік (років)               | Середній вік (років)               | 44,147,2                           | 45,7                               | 45,7                               |
| Медіана (років)                    | Медіана (років)                    | 45,448,9                           | 47,4                               | 47,4                               |
| — чоловіки — жінки                 |                                    |                                    |                                    |                                    |

| Походження мешканців:     | Походження мешканців:     | Походження мешканців: | Походження мешканців: | Походження мешканців: |
| ------------------------- | ------------------------- | --------------------- | --------------------- | --------------------- |
| Походження                |                           |                       | осіб                  | %                     |
| Корінні американці        | Корінні американці        |                       | 80                    | 4.86%                 |
| Інше північноамериканське | Інше північноамериканське |                       | 1 365                 | 82.98%                |
| Європейське               | Європейське               |                       | 675                   | 41.03%                |
| британське                | британське                |                       | 200                   | 12.16%                |
| французьке                | французьке                |                       | 595                   | 36.17%                |

## Клімат
Середня річна температура становить 5,2°C, середня максимальна – 23,1°C, а середня мінімальна – -14,7°C. Середня річна кількість опадів – 1 168 мм.
| Клімат поселення                              | Клімат поселення | Клімат поселення | Клімат поселення | Клімат поселення | Клімат поселення | Клімат поселення | Клімат поселення | Клімат поселення | Клімат поселення | Клімат поселення | Клімат поселення | Клімат поселення | Клімат поселення |
| Показник                                      | Січ.             | Лют.             | Бер.             | Квіт.            | Трав.            | Черв.            | Лип.             | Серп.            | Вер.             | Жовт.            | Лист.            | Груд.            |                  |
| Середній максимум, °C                         | −3,45            | −2,2             | 2,76             | 8,68             | 15,53            | 20,69            | 23,14            | 22,32            | 17,46            | 11,66            | 5,71             | −1,41            |                  |
| Середня температура, °C                       | −9,09            | −7,87            | −2,89            | 3,02             | 9,88             | 15,04            | 19,04            | 18,23            | 13,36            | 7,57             | 1,62             | −5,5             |                  |
| Середній мінімум, °C                          | −14,74           | −13,52           | −8,55            | −2,63            | 4,24             | 9,38             | 14,96            | 14,14            | 9,27             | 3,48             | −2,48            | −9,6             |                  |
| Норма опадів, мм                              | 107              | 89               | 100              | 90               | 101              | 98               | 102              | 86               | 88               | 97               | 104              | 106              |                  |
| Середньомісячна швидкість вітру, м/с          | 4.64             | 4.52             | 4.68             | 4.52             | 4.17             | 3.72             | 3.41             | 3.33             | 3.65             | 4.11             | 4.39             | 4.70             |                  |
| Середньомісячна сонячна радіація, кДж/м²·день | 5210             | 8522             | 12256            | 15116            | 18172            | 20261            | 19970            | 17545            | 13117            | 8291             | 4809             | 3923             |                  |
| --------------------------------------------- | ---------------- | ---------------- | ---------------- | ---------------- | ---------------- | ---------------- | ---------------- | ---------------- | ---------------- | ---------------- | ---------------- | ---------------- | ---------------- |
| Джерело:                                      |                  |                  |                  |                  |                  |                  |                  |                  |                  |                  |                  |                  |                  |